# Copa Mundial de Fútbol de 2026
La Copa Mundial de la FIFA México/Estados Unidos/Canadá 2026 (en inglés: 2026 FIFA World Cup Canada/United States/Mexico; en francés: Coupe du Monde de la FIFA-Canada/États-Unis/Mexique 2026) será la vigésima tercera edición de la Copa Mundial de Fútbol organizada por la FIFA y se desarrollará del 11 de junio al 19 de julio de 2026 en Canadá, Estados Unidos y México.
La sede triple se eligió el 13 de junio de 2018, durante el 68.º Congreso de la FIFA en Moscú, Rusia. Es la primera vez que se otorga la sede a tres países. México será el primer país en organizar tres copas del mundo (después de 1970 y 1986), Estados Unidos será el sexto en albergar al menos dos ediciones (tras 1994) y Canadá será sede por primera vez.

## Nuevos formatos para la fase final y la reclasificación
El 10 de enero de 2017 el Consejo de la FIFA aprobó por unanimidad, la propuesta del presidente del organismo Gianni Infantino, de elevar el número de plazas para la Copa Mundial de Fútbol de 32 a 48, a partir de la edición de 2026. Esta será la primera ocasión en que cuarenta y ocho selecciones participen en la fase final, siendo la tercera oportunidad que se implementa un aumento de asociaciones clasificadas, tras España 1982 (de 16 a 24) y Francia 1998 (de 24 a 32). Al momento de aprobarse la expansión, se había propuesto un formato de primera ronda que consistía en 16 grupos de tres equipos cada uno, donde los líderes y sublíderes se clasificarían para las rondas de eliminación directa; sin embargo, esto no fue oficializado. Sería hasta el 14 de marzo de 2023, cuando el Consejo de la FIFA aprobó el formato final, que consistirá en una ronda de 12 grupos de cuatro equipos, de los que clasificarán el primero y el segundo de cada uno. A ellos se unirán los ocho mejores terceros para completar la ronda de dieciseisavos de final, de esta forma, el equipo que se consagre campeón, deberá jugar ocho partidos en vez de siete, como en las anteriores siete ediciones. El resto de rondas y los criterios de desempate se mantienen sin cambios. Todo esto se confirmó con la publicación del reglamento del campeonato el 9 de mayo de 2025.

### Asignación de cupos
El 30 de marzo de 2017, el Consejo de la FIFA (integrado por el presidente de la entidad y los presidentes de cada una de las seis confederaciones) propuso una asignación de cupos. La recomendación se sometió a la ratificación del Congreso de la FIFA. El 9 de mayo de 2017, dos días antes del 67.º Congreso de la FIFA, el Consejo aprobó la asignación de cupos en una reunión en Manama (Baréin). Incluye un torneo intercontinental de eliminación previa, que involucra a seis equipos para decidir las dos últimas plazas. El 7 de diciembre de 2022, la FIFA ratificó el aumento de cupos clasificatorios para este mundial y los venideros de 32 a 48 selecciones nacionales. Habrá 46 plazas directas y 6 para una repesca mundial, donde se definirán las dos selecciones que queden por clasificarse.
| Confederación | Miembros de la FIFA | Plazas directas | Cupos para la repesca mundial | Porcentaje de miembros | Plazas directas hasta 2022 | Cupos para la repesca mundial hasta 2022 |
| ------------- | ------------------- | --------------- | ----------------------------- | ---------------------- | -------------------------- | ---------------------------------------- |
| AFC           | 46                  | 8               | 1                             | 17%                    | 4 (+1)                     | 1                                        |
| CAF           | 54                  | 9               | 1                             | 17%                    | 5                          | 0                                        |
| Concacaf      | 35                  | 3 (+3)          | 1 (+1)                        | 17%                    | 3                          | 1                                        |
| Conmebol      | 10                  | 6               | 1                             | 60%                    | 4                          | 1                                        |
| OFC           | 11                  | 1               | 1                             | 9%                     | 0                          | 1                                        |
| UEFA          | 55                  | 16              | 0                             | 29%                    | 13                         | 0                                        |
| Total         | 211                 | 46              | 6                             | 23%                    | 30                         | 4                                        |

### Sistema de la reclasificación
En el Torneo clasificatorio de la FIFA participarán seis equipos, uno por cada una de las confederaciones (excepto la UEFA), y otro más de la Concacaf, la confederación de los anfitriones. Las selecciones participantes surgirán de los formatos de clasificación continental y el evento se realizará en México, como una prueba previa a la Copa Mundial.
Los cuatro equipos peor posicionados en el Ranking FIFA jugarán en dos llaves, y los dos ganadores de las mismas jugarán contra los dos equipos restantes, que serán los que estén mejor posicionados en la mencionada clasificación. Los vencedores de estas eliminatorias lograrán los últimos dos cupos a la competencia final.

## Proceso de elección de la sede
El proceso de licitación debió haber comenzado en 2015, pero se pospuso (debido al caso de corrupción en la FIFA) para el Congreso de la FIFA a iniciar el 10 de mayo de 2017 en Kuala Lumpur (Malasia). El proceso de licitación consistía originalmente en cuatro fases:
- mayo de 2016 - mayo de 2017: una nueva estrategia y fase de consulta
- junio de 2017 - diciembre de 2018: fases mejoradas para la preparación de ofertas
- enero de 2019 - febrero de 2020: evaluación de ofertas
- mayo de 2020: decisión final

La fase de consulta se centró en cuatro áreas:
- La inclusión de requisitos de derechos humanos, gestión de eventos sostenibles, protección ambiental en la licitación

Principio de exclusión de los licitadores que no cumplen con los requisitos técnicos
- Revisión de la postura actual sobre las ofertas conjuntas
- Número de equipos

Al no haber ninguna otra oferta desde abril de 2017, las federaciones miembros de la Concacaf de Canadá, México y los Estados Unidos enviaron una solicitud conjunta a la FIFA para acelerar el proceso de licitación. Canadá, México y los Estados Unidos querían que la FIFA adjudicará la candidatura fuera del proceso de licitación tradicional en el Congreso de la FIFA de junio de 2018 en Moscú si la oferta de Concacaf cumple con los requisitos de la FIFA.
Sin embargo, el 8 de mayo de 2017, el Consejo de la FIFA propuso que se estableciera un procedimiento de licitación en el que se invitara inicialmente solo a las asociaciones miembros de la CAF, la Concacaf, la CONMEBOL y la OFC, confederaciones continentales cuyos miembros no han acogido las dos ediciones anteriores de la Copa Mundial de la FIFA invitará a organizar la competición final de la Copa Mundial de la FIFA de 2026 para el 11 de agosto de 2017. El 68.º Congreso de la FIFA decidirá sobre la selección de las asociaciones candidatas.
El 11 de mayo de 2017, el 67.º Congreso de la FIFA votó sobre la propuesta del Consejo de la misma, de acelerar el proceso de licitación de la Copa Mundial de la FIFA 2026 y fijó los siguientes plazos:
- 11 de agosto de 2017: cualquier otra nación interesada en licitación tiene que expresar interés.
- 16 de marzo de 2018: los licitadores deben cumplir una lista de especificaciones técnicas de la FIFA.
- 13 de junio de 2018: el 68.º Congreso de la FIFA decidirá si selecciona una de las ofertas oficiales. Si no se selecciona, se invitará a otras asociaciones miembro, incluidas las de la AFC y la UEFA, y excluidos los licitantes iniciales.

Las dos candidaturas se oficializaron en agosto de 2017:
- Canadá, México, Estados Unidos, candidatura tripartita entre las naciones de América del Norte.[15]
- Marruecos, candidatura.[16]

Finalmente, el 13 de junio de 2018, el 68.º Congreso de la FIFA se decantó por la opción Canadá-México-Estados Unidos, que venció con 134 votos frente a 65 obtenidos por Marruecos y una abstención. Es la primera ocasión en que se realizará este evento con sede en tres países diferentes; con esto México albergará por tercera vez una copa del mundo (tras las ediciones de 1970 y 1986), la segunda vez para Estados Unidos (tras la edición de 1994) y mientras que Canadá albergará por primera vez una Copa del Mundo.

### Resultados de la elección
| Con voto                    | Sin voto                                                            |
| --------------------------- | ------------------------------------------------------------------- |
| Candidatura unificada       | País anfitrión de candidatura unificada o territorio no incorporado |
| Candidatura Marruecos       | Marruecos                                                           |
| Ninguna de las candidaturas | Sancionado                                                          |
| Abstención                  | No es un miembro FIFA                                               |

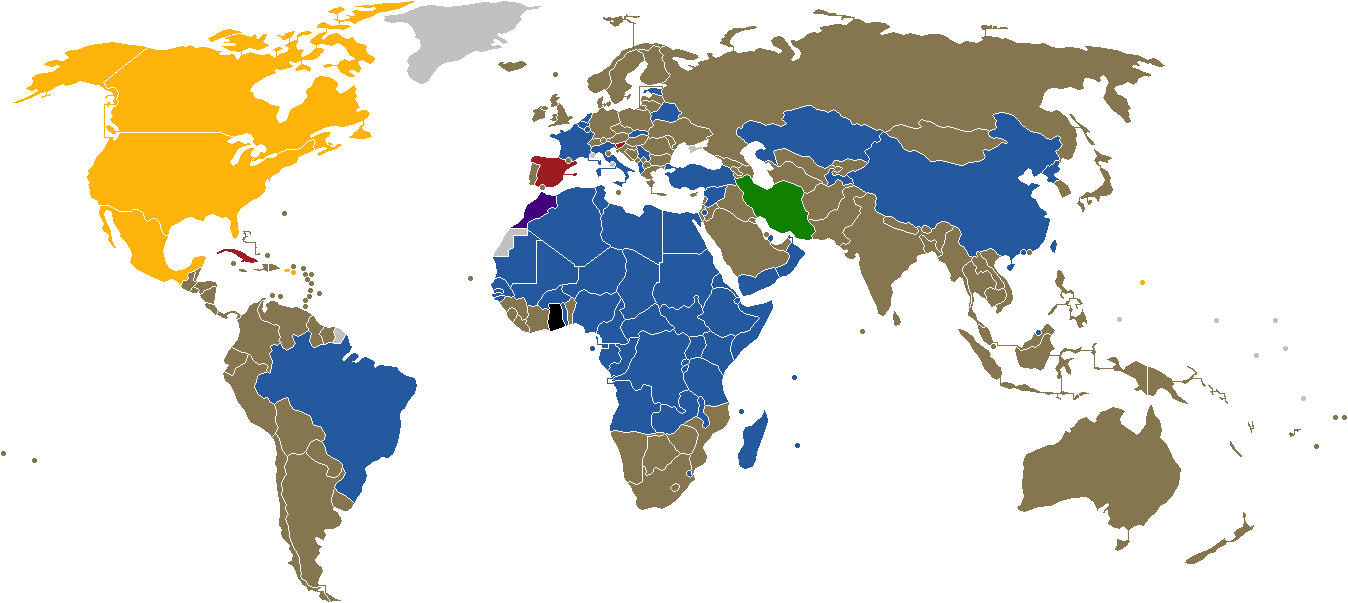
Resultado de votaciones para elección de la sede de la Copa Mundial de Fútbol de 2026:

Las cuatro naciones candidatas (Marruecos, Canadá, México y Estados Unidos) no eran elegibles para votar, así como tres territorios dependientes de Estados Unidos: Guam, Puerto Rico y las Islas Vírgenes Estadounidenses (Samoa Americana, otro territorio dependiente de Estados Unidos, pudo votar). Además, Ghana no hizo parte de la votación debido a que su asociación nacional de fútbol se disolvió a raíz de un escándalo de corrupción. En consecuencia, 203 de las 211 asociaciones nacionales miembros de la FIFA estaban habilitadas para votar.
La candidatura tripartita de Canadá, México y los Estados Unidos recibió 134 votos mientras que la candidatura de Marruecos recibió 65 votos. Irán votó por la opción «Ninguna de las candidaturas», mientras que Cuba, Eslovenia y España se abstuvieron de votar.
Los resultados por país se muestran en la siguiente tabla:
| \| Confederación \| País \| Voto \| Voto \| Voto \| Abstención \| \| Confederación \| País \| Canadá-México-Estados Unidos \| Marruecos \| Ninguna de las candidaturas \| Abstención \| \| -------------------------------------- \| -------------------------------------- \| ---------------------------- \| ---------- \| --------------------------- \| ---------- \| \| AFC \| Afganistán \| \| \| \| \| \| AFC \| Arabia Saudita \| \| \| \| \| \| AFC \| Australia \| \| \| \| \| \| AFC \| Bangladés \| \| \| \| \| \| AFC \| Baréin \| \| \| \| \| \| AFC \| Bután \| \| \| \| \| \| AFC \| Brunéi \| \| \| \| \| \| AFC \| Camboya \| \| \| \| \| \| AFC \| China \| \| \| \| \| \| AFC \| China Taipéi \| \| \| \| \| \| AFC \| Corea del Norte \| \| \| \| \| \| AFC \| Corea del Sur \| \| \| \| \| \| AFC \| Emiratos Árabes Unidos \| \| \| \| \| \| AFC \| Filipinas \| \| \| \| \| \| AFC \| Hong Kong \| \| \| \| \| \| AFC \| India \| \| \| \| \| \| AFC \| Indonesia \| \| \| \| \| \| AFC \| Irán \| \| \| \| \| \| AFC \| Irak \| \| \| \| \| \| AFC \| Japón \| \| \| \| \| \| AFC \| Jordania \| \| \| \| \| \| AFC \| Kirguistán \| \| \| \| \| \| AFC \| Kuwait \| \| \| \| \| \| AFC \| Laos \| \| \| \| \| \| AFC \| Líbano \| \| \| \| \| \| AFC \| Macao \| \| \| \| \| \| AFC \| Malasia \| \| \| \| \| \| AFC \| Maldivas \| \| \| \| \| \| AFC \| Mongolia \| \| \| \| \| \| AFC \| Birmania \| \| \| \| \| \| AFC \| Nepal \| \| \| \| \| \| AFC \| Omán \| \| \| \| \| \| AFC \| Pakistán \| \| \| \| \| \| AFC \| Palestina \| \| \| \| \| \| AFC \| Catar \| \| \| \| \| \| AFC \| Singapur \| \| \| \| \| \| AFC \| Sri Lanka \| \| \| \| \| \| AFC \| Siria \| \| \| \| \| \| AFC \| Tayikistán \| \| \| \| \| \| AFC \| Tailandia \| \| \| \| \| \| AFC \| Timor Oriental \| \| \| \| \| \| AFC \| Turkmenistán \| \| \| \| \| \| AFC \| Uzbekistán \| \| \| \| \| \| AFC \| Vietnam \| \| \| \| \| \| AFC \| Yemen \| \| \| \| \| \| Subtotal de AFC: 45 votos válidos \| Subtotal de AFC: 45 votos válidos \| 33 \| 11 \| 1 \| 0 \| \| CAF \| Angola \| \| \| \| \| \| CAF \| Argelia \| \| \| \| \| \| CAF \| Benín \| \| \| \| \| \| CAF \| Botsuana \| \| \| \| \| \| CAF \| Burkina Faso \| \| \| \| \| \| CAF \| Burundi \| \| \| \| \| \| CAF \| Cabo Verde \| \| \| \| \| \| CAF \| Camerún \| \| \| \| \| \| CAF \| Chad \| \| \| \| \| \| CAF \| Comoras \| \| \| \| \| \| CAF \| República del Congo \| \| \| \| \| \| CAF \| Costa de Marfil \| \| \| \| \| \| CAF \| Yibuti \| \| \| \| \| \| CAF \| Egipto \| \| \| \| \| \| CAF \| Eritrea \| \| \| \| \| \| CAF \| Etiopía \| \| \| \| \| \| CAF \| Gabón \| \| \| \| \| \| CAF \| Gambia \| \| \| \| \| \| CAF \| Guinea \| \| \| \| \| \| CAF \| Guinea-Bisáu \| \| \| \| \| \| CAF \| Guinea Ecuatorial \| \| \| \| \| \| CAF \| Kenia \| \| \| \| \| \| CAF \| Lesoto \| \| \| \| \| \| CAF \| Liberia \| \| \| \| \| \| CAF \| Libia \| \| \| \| \| \| CAF \| Madagascar \| \| \| \| \| \| CAF \| Malaui \| \| \| \| \| \| CAF \| Mali \| \| \| \| \| \| CAF \| Mauritania \| \| \| \| \| \| CAF \| Mauricio \| \| \| \| \| \| CAF \| Mozambique \| \| \| \| \| \| CAF \| Namibia \| \| \| \| \| \| CAF \| Níger \| \| \| \| \| \| CAF \| Nigeria \| \| \| \| \| \| CAF \| República Centroafricana \| \| \| \| \| \| CAF \| República Democrática del Congo \| \| \| \| \| \| CAF \| Ruanda \| \| \| \| \| \| CAF \| Santo Tomé y Príncipe \| \| \| \| \| \| CAF \| Senegal \| \| \| \| \| \| CAF \| Seychelles \| \| \| \| \| \| CAF \| Sierra Leona \| \| \| \| \| \| CAF \| Somalia \| \| \| \| \| \| CAF \| Sudáfrica \| \| \| \| \| \| CAF \| Sudán \| \| \| \| \| \| CAF \| Sudán del Sur \| \| \| \| \| \| CAF \| Suazilandia \| \| \| \| \| \| CAF \| Tanzania \| \| \| \| \| \| CAF \| Togo \| \| \| \| \| \| CAF \| Túnez \| \| \| \| \| \| CAF \| Uganda \| \| \| \| \| \| CAF \| Zambia \| \| \| \| \| \| CAF \| Zimbabue \| \| \| \| \| \| Subtotal de CAF: 52 votos válidos \| Subtotal de CAF: 52 votos válidos \| 11 \| 41 \| 0 \| 0 \| \| Concacaf \| Anguila \| \| \| \| \| \| Concacaf \| Antigua y Barbuda \| \| \| \| \| \| Concacaf \| Aruba \| \| \| \| \| \| Concacaf \| Bahamas \| \| \| \| \| \| Concacaf \| Barbados \| \| \| \| \| \| Concacaf \| Belice \| \| \| \| \| \| Concacaf \| Bermudas \| \| \| \| \| \| Concacaf \| Costa Rica \| \| \| \| \| \| Concacaf \| Cuba \| \| \| \| \| \| Concacaf \| Curazao \| \| \| \| \| \| Concacaf \| Dominica \| \| \| \| \| \| Concacaf \| El Salvador \| \| \| \| \| \| Concacaf \| Granada \| \| \| \| \| \| Concacaf \| Guatemala \| \| \| \| \| \| Concacaf \| Guyana \| \| \| \| \| \| Concacaf \| Haití \| \| \| \| \| \| Concacaf \| Honduras \| \| \| \| \| \| Concacaf \| Islas Caimán \| \| \| \| \| \| Concacaf \| Islas Turcas y Caicos \| \| \| \| \| \| Concacaf \| Islas Vírgenes Británicas \| \| \| \| \| \| Concacaf \| Jamaica \| \| \| \| \| \| Concacaf \| Montserrat \| \| \| \| \| \| Concacaf \| Nicaragua \| \| \| \| \| \| Concacaf \| Panamá \| \| \| \| \| \| Concacaf \| República Dominicana \| \| \| \| \| \| Concacaf \| San Cristóbal y Nieves \| \| \| \| \| \| Concacaf \| Santa Lucía \| \| \| \| \| \| Concacaf \| San Vicente y las Granadinas \| \| \| \| \| \| Concacaf \| Surinam \| \| \| \| \| \| Concacaf \| Trinidad y Tobago \| \| \| \| \| \| Subtotal de Concacaf: 29 votos válidos \| Subtotal de Concacaf: 29 votos válidos \| 29 \| 0 \| 0 \| 1 \| \| Conmebol \| Argentina \| \| \| \| \| \| Conmebol \| Bolivia \| \| \| \| \| \| Conmebol \| Brasil \| \| \| \| \| \| Conmebol \| Chile \| \| \| \| \| \| Conmebol \| Colombia \| \| \| \| \| \| Conmebol \| Ecuador \| \| \| \| \| \| Conmebol \| Paraguay \| \| \| \| \| \| Conmebol \| Perú \| \| \| \| \| \| Conmebol \| Uruguay \| \| \| \| \| \| Conmebol \| Venezuela \| \| \| \| \| \| Subtotal de Conmebol: 10 votos válidos \| Subtotal de Conmebol: 10 votos válidos \| 9 \| 1 \| 0 \| 0 \| \| OFC \| Fiyi \| \| \| \| \| \| OFC \| Islas Cook \| \| \| \| \| \| OFC \| Islas Salomón \| \| \| \| \| \| OFC \| Nueva Caledonia \| \| \| \| \| \| OFC \| Nueva Zelanda \| \| \| \| \| \| OFC \| Papúa Nueva Guinea \| \| \| \| \| \| OFC \| Samoa \| \| \| \| \| \| OFC \| Samoa Americana \| \| \| \| \| \| OFC \| Polinesia Francesa \| \| \| \| \| \| OFC \| Tonga \| \| \| \| \| \| OFC \| Vanuatu \| \| \| \| \| \| Subtotal de OFC: 11 votos válidos \| Subtotal de OFC: 11 votos válidos \| 11 \| 0 \| 0 \| 0 \| \| UEFA \| Albania \| \| \| \| \| \| UEFA \| Alemania \| \| \| \| \| \| UEFA \| Andorra \| \| \| \| \| \| UEFA \| Armenia \| \| \| \| \| \| UEFA \| Austria \| \| \| \| \| \| UEFA \| Azerbaiyán \| \| \| \| \| \| UEFA \| Bielorrusia \| \| \| \| \| \| UEFA \| Bélgica \| \| \| \| \| \| UEFA \| Bosnia y Herzegovina \| \| \| \| \| \| UEFA \| Bulgaria \| \| \| \| \| \| UEFA \| Chipre \| \| \| \| \| \| UEFA \| Croacia \| \| \| \| \| \| UEFA \| Dinamarca \| \| \| \| \| \| UEFA \| Escocia \| \| \| \| \| \| UEFA \| Eslovaquia \| \| \| \| \| \| UEFA \| Eslovenia \| \| \| \| \| \| UEFA \| España \| \| \| \| \| \| UEFA \| Estonia \| \| \| \| \| \| UEFA \| Finlandia \| \| \| \| \| \| UEFA \| Francia \| \| \| \| \| \| UEFA \| Gales \| \| \| \| \| \| UEFA \| Georgia \| \| \| \| \| \| UEFA \| Gibraltar \| \| \| \| \| \| UEFA \| Grecia \| \| \| \| \| \| UEFA \| Hungría \| \| \| \| \| \| UEFA \| Inglaterra \| \| \| \| \| \| UEFA \| Irlanda \| \| \| \| \| \| UEFA \| Irlanda del Norte \| \| \| \| \| \| UEFA \| Islandia \| \| \| \| \| \| UEFA \| Islas Feroe \| \| \| \| \| \| UEFA \| Israel \| \| \| \| \| \| UEFA \| Italia \| \| \| \| \| \| UEFA \| Kazajistán \| \| \| \| \| \| UEFA \| Kosovo \| \| \| \| \| \| UEFA \| Letonia \| \| \| \| \| \| UEFA \| Liechtenstein \| \| \| \| \| \| UEFA \| Lituania \| \| \| \| \| \| UEFA \| Luxemburgo \| \| \| \| \| \| UEFA \| Macedonia del Norte \| \| \| \| \| \| UEFA \| Malta \| \| \| \| \| \| UEFA \| Moldavia \| \| \| \| \| \| UEFA \| Montenegro \| \| \| \| \| \| UEFA \| Noruega \| \| \| \| \| \| UEFA \| Países Bajos \| \| \| \| \| \| UEFA \| Polonia \| \| \| \| \| \| UEFA \| Portugal \| \| \| \| \| \| UEFA \| República Checa \| \| \| \| \| \| UEFA \| Rumania \| \| \| \| \| \| UEFA \| Rusia \| \| \| \| \| \| UEFA \| San Marino \| \| \| \| \| \| UEFA \| Serbia \| \| \| \| \| \| UEFA \| Suecia \| \| \| \| \| \| UEFA \| Suiza \| \| \| \| \| \| UEFA \| Turquía \| \| \| \| \| \| UEFA \| Ucrania \| \| \| \| \| \| Subtotal de UEFA: 53 votos válidos \| Subtotal de UEFA: 53 votos válidos \| 41 \| 12 \| 0 \| 2 \| \| Total: 200 votos válidos (100%) \| Total: 200 votos válidos (100%) \| 134 (67%) \| 65 (32,5%) \| 1 (0,5%) \| 3 \| |                                        |                              |            |                             |            |
| Confederación | País                                   | Voto                         | Voto       | Voto                        | Abstención |
| Confederación | País                                   | Canadá-México-Estados Unidos | Marruecos  | Ninguna de las candidaturas | Abstención |
| AFC | Afganistán                             |                              |            |                             |            |
| AFC | Arabia Saudita                         |                              |            |                             |            |
| AFC | Australia                              |                              |            |                             |            |
| AFC | Bangladés                              |                              |            |                             |            |
| AFC | Baréin                                 |                              |            |                             |            |
| AFC | Bután                                  |                              |            |                             |            |
| AFC | Brunéi                                 |                              |            |                             |            |
| AFC | Camboya                                |                              |            |                             |            |
| AFC | China                                  |                              |            |                             |            |
| AFC | China Taipéi                           |                              |            |                             |            |
| AFC | Corea del Norte                        |                              |            |                             |            |
| AFC | Corea del Sur                          |                              |            |                             |            |
| AFC | Emiratos Árabes Unidos                 |                              |            |                             |            |
| AFC | Filipinas                              |                              |            |                             |            |
| AFC | Hong Kong                              |                              |            |                             |            |
| AFC | India                                  |                              |            |                             |            |
| AFC | Indonesia                              |                              |            |                             |            |
| AFC | Irán                                   |                              |            |                             |            |
| AFC | Irak                                   |                              |            |                             |            |
| AFC | Japón                                  |                              |            |                             |            |
| AFC | Jordania                               |                              |            |                             |            |
| AFC | Kirguistán                             |                              |            |                             |            |
| AFC | Kuwait                                 |                              |            |                             |            |
| AFC | Laos                                   |                              |            |                             |            |
| AFC | Líbano                                 |                              |            |                             |            |
| AFC | Macao                                  |                              |            |                             |            |
| AFC | Malasia                                |                              |            |                             |            |
| AFC | Maldivas                               |                              |            |                             |            |
| AFC | Mongolia                               |                              |            |                             |            |
| AFC | Birmania                               |                              |            |                             |            |
| AFC | Nepal                                  |                              |            |                             |            |
| AFC | Omán                                   |                              |            |                             |            |
| AFC | Pakistán                               |                              |            |                             |            |
| AFC | Palestina                              |                              |            |                             |            |
| AFC | Catar                                  |                              |            |                             |            |
| AFC | Singapur                               |                              |            |                             |            |
| AFC | Sri Lanka                              |                              |            |                             |            |
| AFC | Siria                                  |                              |            |                             |            |
| AFC | Tayikistán                             |                              |            |                             |            |
| AFC | Tailandia                              |                              |            |                             |            |
| AFC | Timor Oriental                         |                              |            |                             |            |
| AFC | Turkmenistán                           |                              |            |                             |            |
| AFC | Uzbekistán                             |                              |            |                             |            |
| AFC | Vietnam                                |                              |            |                             |            |
| AFC | Yemen                                  |                              |            |                             |            |
| Subtotal de AFC: 45 votos válidos | Subtotal de AFC: 45 votos válidos      | 33                           | 11         | 1                           | 0          |
| CAF | Angola                                 |                              |            |                             |            |
| CAF | Argelia                                |                              |            |                             |            |
| CAF | Benín                                  |                              |            |                             |            |
| CAF | Botsuana                               |                              |            |                             |            |
| CAF | Burkina Faso                           |                              |            |                             |            |
| CAF | Burundi                                |                              |            |                             |            |
| CAF | Cabo Verde                             |                              |            |                             |            |
| CAF | Camerún                                |                              |            |                             |            |
| CAF | Chad                                   |                              |            |                             |            |
| CAF | Comoras                                |                              |            |                             |            |
| CAF | República del Congo                    |                              |            |                             |            |
| CAF | Costa de Marfil                        |                              |            |                             |            |
| CAF | Yibuti                                 |                              |            |                             |            |
| CAF | Egipto                                 |                              |            |                             |            |
| CAF | Eritrea                                |                              |            |                             |            |
| CAF | Etiopía                                |                              |            |                             |            |
| CAF | Gabón                                  |                              |            |                             |            |
| CAF | Gambia                                 |                              |            |                             |            |
| CAF | Guinea                                 |                              |            |                             |            |
| CAF | Guinea-Bisáu                           |                              |            |                             |            |
| CAF | Guinea Ecuatorial                      |                              |            |                             |            |
| CAF | Kenia                                  |                              |            |                             |            |
| CAF | Lesoto                                 |                              |            |                             |            |
| CAF | Liberia                                |                              |            |                             |            |
| CAF | Libia                                  |                              |            |                             |            |
| CAF | Madagascar                             |                              |            |                             |            |
| CAF | Malaui                                 |                              |            |                             |            |
| CAF | Mali                                   |                              |            |                             |            |
| CAF | Mauritania                             |                              |            |                             |            |
| CAF | Mauricio                               |                              |            |                             |            |
| CAF | Mozambique                             |                              |            |                             |            |
| CAF | Namibia                                |                              |            |                             |            |
| CAF | Níger                                  |                              |            |                             |            |
| CAF | Nigeria                                |                              |            |                             |            |
| CAF | República Centroafricana               |                              |            |                             |            |
| CAF | República Democrática del Congo        |                              |            |                             |            |
| CAF | Ruanda                                 |                              |            |                             |            |
| CAF | Santo Tomé y Príncipe                  |                              |            |                             |            |
| CAF | Senegal                                |                              |            |                             |            |
| CAF | Seychelles                             |                              |            |                             |            |
| CAF | Sierra Leona                           |                              |            |                             |            |
| CAF | Somalia                                |                              |            |                             |            |
| CAF | Sudáfrica                              |                              |            |                             |            |
| CAF | Sudán                                  |                              |            |                             |            |
| CAF | Sudán del Sur                          |                              |            |                             |            |
| CAF | Suazilandia                            |                              |            |                             |            |
| CAF | Tanzania                               |                              |            |                             |            |
| CAF | Togo                                   |                              |            |                             |            |
| CAF | Túnez                                  |                              |            |                             |            |
| CAF | Uganda                                 |                              |            |                             |            |
| CAF | Zambia                                 |                              |            |                             |            |
| CAF | Zimbabue                               |                              |            |                             |            |
| Subtotal de CAF: 52 votos válidos | Subtotal de CAF: 52 votos válidos      | 11                           | 41         | 0                           | 0          |
| Concacaf | Anguila                                |                              |            |                             |            |
| Concacaf | Antigua y Barbuda                      |                              |            |                             |            |
| Concacaf | Aruba                                  |                              |            |                             |            |
| Concacaf | Bahamas                                |                              |            |                             |            |
| Concacaf | Barbados                               |                              |            |                             |            |
| Concacaf | Belice                                 |                              |            |                             |            |
| Concacaf | Bermudas                               |                              |            |                             |            |
| Concacaf | Costa Rica                             |                              |            |                             |            |
| Concacaf | Cuba                                   |                              |            |                             |            |
| Concacaf | Curazao                                |                              |            |                             |            |
| Concacaf | Dominica                               |                              |            |                             |            |
| Concacaf | El Salvador                            |                              |            |                             |            |
| Concacaf | Granada                                |                              |            |                             |            |
| Concacaf | Guatemala                              |                              |            |                             |            |
| Concacaf | Guyana                                 |                              |            |                             |            |
| Concacaf | Haití                                  |                              |            |                             |            |
| Concacaf | Honduras                               |                              |            |                             |            |
| Concacaf | Islas Caimán                           |                              |            |                             |            |
| Concacaf | Islas Turcas y Caicos                  |                              |            |                             |            |
| Concacaf | Islas Vírgenes Británicas              |                              |            |                             |            |
| Concacaf | Jamaica                                |                              |            |                             |            |
| Concacaf | Montserrat                             |                              |            |                             |            |
| Concacaf | Nicaragua                              |                              |            |                             |            |
| Concacaf | Panamá                                 |                              |            |                             |            |
| Concacaf | República Dominicana                   |                              |            |                             |            |
| Concacaf | San Cristóbal y Nieves                 |                              |            |                             |            |
| Concacaf | Santa Lucía                            |                              |            |                             |            |
| Concacaf | San Vicente y las Granadinas           |                              |            |                             |            |
| Concacaf | Surinam                                |                              |            |                             |            |
| Concacaf | Trinidad y Tobago                      |                              |            |                             |            |
| Subtotal de Concacaf: 29 votos válidos | Subtotal de Concacaf: 29 votos válidos | 29                           | 0          | 0                           | 1          |
| Conmebol | Argentina                              |                              |            |                             |            |
| Conmebol | Bolivia                                |                              |            |                             |            |
| Conmebol | Brasil                                 |                              |            |                             |            |
| Conmebol | Chile                                  |                              |            |                             |            |
| Conmebol | Colombia                               |                              |            |                             |            |
| Conmebol | Ecuador                                |                              |            |                             |            |
| Conmebol | Paraguay                               |                              |            |                             |            |
| Conmebol | Perú                                   |                              |            |                             |            |
| Conmebol | Uruguay                                |                              |            |                             |            |
| Conmebol | Venezuela                              |                              |            |                             |            |
| Subtotal de Conmebol: 10 votos válidos | Subtotal de Conmebol: 10 votos válidos | 9                            | 1          | 0                           | 0          |
| OFC | Fiyi                                   |                              |            |                             |            |
| OFC | Islas Cook                             |                              |            |                             |            |
| OFC | Islas Salomón                          |                              |            |                             |            |
| OFC | Nueva Caledonia                        |                              |            |                             |            |
| OFC | Nueva Zelanda                          |                              |            |                             |            |
| OFC | Papúa Nueva Guinea                     |                              |            |                             |            |
| OFC | Samoa                                  |                              |            |                             |            |
| OFC | Samoa Americana                        |                              |            |                             |            |
| OFC | Polinesia Francesa                     |                              |            |                             |            |
| OFC | Tonga                                  |                              |            |                             |            |
| OFC | Vanuatu                                |                              |            |                             |            |
| Subtotal de OFC: 11 votos válidos | Subtotal de OFC: 11 votos válidos      | 11                           | 0          | 0                           | 0          |
| UEFA | Albania                                |                              |            |                             |            |
| UEFA | Alemania                               |                              |            |                             |            |
| UEFA | Andorra                                |                              |            |                             |            |
| UEFA | Armenia                                |                              |            |                             |            |
| UEFA | Austria                                |                              |            |                             |            |
| UEFA | Azerbaiyán                             |                              |            |                             |            |
| UEFA | Bielorrusia                            |                              |            |                             |            |
| UEFA | Bélgica                                |                              |            |                             |            |
| UEFA | Bosnia y Herzegovina                   |                              |            |                             |            |
| UEFA | Bulgaria                               |                              |            |                             |            |
| UEFA | Chipre                                 |                              |            |                             |            |
| UEFA | Croacia                                |                              |            |                             |            |
| UEFA | Dinamarca                              |                              |            |                             |            |
| UEFA | Escocia                                |                              |            |                             |            |
| UEFA | Eslovaquia                             |                              |            |                             |            |
| UEFA | Eslovenia                              |                              |            |                             |            |
| UEFA | España                                 |                              |            |                             |            |
| UEFA | Estonia                                |                              |            |                             |            |
| UEFA | Finlandia                              |                              |            |                             |            |
| UEFA | Francia                                |                              |            |                             |            |
| UEFA | Gales                                  |                              |            |                             |            |
| UEFA | Georgia                                |                              |            |                             |            |
| UEFA | Gibraltar                              |                              |            |                             |            |
| UEFA | Grecia                                 |                              |            |                             |            |
| UEFA | Hungría                                |                              |            |                             |            |
| UEFA | Inglaterra                             |                              |            |                             |            |
| UEFA | Irlanda                                |                              |            |                             |            |
| UEFA | Irlanda del Norte                      |                              |            |                             |            |
| UEFA | Islandia                               |                              |            |                             |            |
| UEFA | Islas Feroe                            |                              |            |                             |            |
| UEFA | Israel                                 |                              |            |                             |            |
| UEFA | Italia                                 |                              |            |                             |            |
| UEFA | Kazajistán                             |                              |            |                             |            |
| UEFA | Kosovo                                 |                              |            |                             |            |
| UEFA | Letonia                                |                              |            |                             |            |
| UEFA | Liechtenstein                          |                              |            |                             |            |
| UEFA | Lituania                               |                              |            |                             |            |
| UEFA | Luxemburgo                             |                              |            |                             |            |
| UEFA | Macedonia del Norte                    |                              |            |                             |            |
| UEFA | Malta                                  |                              |            |                             |            |
| UEFA | Moldavia                               |                              |            |                             |            |
| UEFA | Montenegro                             |                              |            |                             |            |
| UEFA | Noruega                                |                              |            |                             |            |
| UEFA | Países Bajos                           |                              |            |                             |            |
| UEFA | Polonia                                |                              |            |                             |            |
| UEFA | Portugal                               |                              |            |                             |            |
| UEFA | República Checa                        |                              |            |                             |            |
| UEFA | Rumania                                |                              |            |                             |            |
| UEFA | Rusia                                  |                              |            |                             |            |
| UEFA | San Marino                             |                              |            |                             |            |
| UEFA | Serbia                                 |                              |            |                             |            |
| UEFA | Suecia                                 |                              |            |                             |            |
| UEFA | Suiza                                  |                              |            |                             |            |
| UEFA | Turquía                                |                              |            |                             |            |
| UEFA | Ucrania                                |                              |            |                             |            |
| Subtotal de UEFA: 53 votos válidos | Subtotal de UEFA: 53 votos válidos     | 41                           | 12         | 0                           | 2          |
| Total: 200 votos válidos (100%) | Total: 200 votos válidos (100%)        | 134 (67%)                    | 65 (32,5%) | 1 (0,5%)                    | 3          |

## Sedes
El 15 de agosto de 2017, el Comité de la candidatura conjunta lanzó una lista de 49 estadios en 44 «mercados metropolitanos» (tres estadios en tres ciudades en México, nueve canchas en siete zonas metropolitanas de Canadá y 37 escenarios en 34 áreas de los Estados Unidos). La oferta final se redujo a 23 estadios y fue enviada a la FIFA en marzo de 2018. Los estadios electos debían tener una capacidad mínima de 40 000 espectadores para los partidos de primera y segunda ronda; 60 000 para los cuartos de final y semifinales; y 80 000 para los juegos de inauguración y la final.
El 5 de septiembre de 2017 se confirmó la lista de sedes candidatas después del retiro de cinco estadios considerados, en Canadá la ciudad de Calgary retiró la oferta del McMahon Stadium para enfocarse en la candidatura a los Juegos Olímpicos de invierno de 2026, mientras que la organización dio de baja las opciones del Rogers Centre en Toronto y el Estadio Saputo en Montreal; por otro lado, en Estados Unidos se presentó el retiro de dos escenarios, el Lambeau Field en Green Bay y el Qualcomm Stadium de San Diego, por lo que la lista se redujo a 44 estadios en 41 mercados metropolitanos.
El 15 de marzo de 2018 se dio a conocer la lista definitiva de las 23 ciudades que se presentaron al proceso de selección ante la FIFA. Por países: tres sedes pertenecían a Canadá, el mismo número se encontraban en México, y finalmente 17 se localizaban en Estados Unidos. Las sedes electas cuentan con estadios que ofrecen una capacidad promedio de 68 000 localidades, además, el comité aseguró que ninguna de las ciudades elegidas debe de construir nuevos estadios.
Luego de la obtención de la sede mundialista el 13 de junio de 2018, inició el trabajo de la comisión revisora de estadios para concretar la designación oficial de las ciudades y estadios que contaban con las características y requerimientos exigidos por FIFA para albergar la Copa del Mundo. En este proceso habrían de descartarse localidades e inmuebles por distintas razones previo al anuncio oficial que tendría lugar en 2022. México fue el único de los anfitriones que mantuvo las tres sedes originales propuestas desde 2017.
La ciudad de Vancouver estuvo dentro de la selección de sedes al triunfo de la candidatura. Sin embargo, los organizadores la descartaron en julio de 2018 debido a que se consideró que no existían condiciones financieras por parte del gobierno para sostenerla. No obstante las autoridades locales rectificaron y solicitaron nuevamente ser contemplada por la FIFA para ser una sede más para el Mundial de 2026. Finalmente esa petición fue aceptada el 15 de abril de 2022.
El 6 de julio de 2020, la ciudad de Chicago (la tercera más poblada de Estados Unidos), que con el estadio Soldier Field para 61 000 espectadores, estaba en la lista de candidatas y como una de las favoritas, renunció luego de que las autoridades locales rechazaran las peticiones de FIFA que implicaran el alza de impuestos locales para financiamiento.
En un principio Canadá había anunciado que el Estadio Olímpico en Montreal (la segunda ciudad más poblada del país), el más grande del que disponía, con 66 308 espectadores de capacidad, sería una de sus tres sedes para albergar juegos de la Copa del Mundo, sin embargo, el 6 de julio de 2021 la Asociación Canadiense de Fútbol dio a conocer la renuncia de la ciudad a la sede, esto debido a que las autoridades locales consideraron que el evento tendría altos costos para las arcas gubernamentales.
La zona metropolitana de Los Ángeles originalmente había inscrito en la lista preliminar de 2017 al Memorial Coliseum de Los Ángeles y el Rose Bowl de Pasadena y se había excluido al entonces estadio en construcción, llamado «Los Angeles Stadium» en Inglewood. El Memorial Coliseum fue el primero en descartarse, al no aparecer en la lista final del 2018, lo que aparentemente abría el camino para ser sede al Rose Bowl; sin embargo, el proyecto de «Los Angeles Stadium» apareció en dicho registro y dejó la decisión final para la presentación definitiva de las sedes en 2022. El se inauguraría en 2020; no obstante, no albergaría partidos de fútbol sino hasta la Leagues Cup Showcase 2022. Finalmente el 16 de junio de 2022 el ya nombrado SoFi Stadium formó parte de las 11 sedes oficiales en Estados Unidos; sin embargo deberá someterse a adecuaciones en su campo de juego.
Con las deserciones de Chicago y Montreal, y tal como se mencionó con anterioridad, la lista definitiva de las 16 áreas metropolitanas y mismo número de estadios que albergarían la Copa del Mundo de 2026 se dio a conocer el 16 de junio de 2022. Destaca entre ellas el Estadio Azteca de la Ciudad de México, que se convertirá en el primero en albergar tres ediciones de la Copa del Mundo; incluso será el único de los estadios que repita en la justa mundialista, ya que ninguno de los otros once estadios mexicanos sede en 1970 y 1986, y ninguno de los nueve estadios estadounidenses de 1994 volverán como anfitriones. En suma las 16 sedes serán las siguientes:
- Nota: De acuerdo a las fuentes oficiales disponibles, que son el proyecto de la candidatura y el calendario publicado por FIFA, las sedes de los partidos corresponden a las ciudades principales de las áreas metropolitanas designadas. Por lo que serán estas las reflejadas en la siguiente tabla, y no las localidades de las ubicaciones exactas de los inmuebles.[15][39]

#### Canadá
| Columbia Británica | Ontario           |
| Estadio BC Place   | BMO Field         |
| Capacidad: 54 500  | Capacidad: 30 000 |
|                    |                   |

#### Estados Unidos
| Estados Unidos            | Estados Unidos                                                                                          | Estados Unidos                                                                                          | Estados Unidos                     |
| Nueva York / Nueva Jersey | Los Ángeles                                                                                             | Los Ángeles                                                                                             | Dallas                             |
| ------------------------- | --- | --- | ---------------------------------- |
| Nueva York                | California                                                                                              | California                                                                                              | Texas                              |
| MetLife Stadium           | SoFi Stadium                                                                                            | SoFi Stadium                                                                                            | AT&T Stadium                       |
| Capacidad: 82 500         | Capacidad: 70 000                                                                                       | Capacidad: 70 000                                                                                       | Capacidad: 80 000                  |
|                           | | | BC Place (19184865604) (2)         |
| Kansas City               | Atlanta Boston Dallas Houston Kansas City Los Ángeles Miami Nueva York Filadelfia San Francisco Seattle | Atlanta Boston Dallas Houston Kansas City Los Ángeles Miami Nueva York Filadelfia San Francisco Seattle | Houston                            |
| Missouri                  | Atlanta Boston Dallas Houston Kansas City Los Ángeles Miami Nueva York Filadelfia San Francisco Seattle | Atlanta Boston Dallas Houston Kansas City Los Ángeles Miami Nueva York Filadelfia San Francisco Seattle | Texas                              |
| Arrowhead Stadium         | Atlanta Boston Dallas Houston Kansas City Los Ángeles Miami Nueva York Filadelfia San Francisco Seattle | Atlanta Boston Dallas Houston Kansas City Los Ángeles Miami Nueva York Filadelfia San Francisco Seattle | NRG Stadium                        |
| Capacidad: 76 416         | Atlanta Boston Dallas Houston Kansas City Los Ángeles Miami Nueva York Filadelfia San Francisco Seattle | Atlanta Boston Dallas Houston Kansas City Los Ángeles Miami Nueva York Filadelfia San Francisco Seattle | Capacidad: 71 795                  |
|                           | Atlanta Boston Dallas Houston Kansas City Los Ángeles Miami Nueva York Filadelfia San Francisco Seattle | Atlanta Boston Dallas Houston Kansas City Los Ángeles Miami Nueva York Filadelfia San Francisco Seattle |                                    |
| Atlanta                   | Atlanta Boston Dallas Houston Kansas City Los Ángeles Miami Nueva York Filadelfia San Francisco Seattle | Atlanta Boston Dallas Houston Kansas City Los Ángeles Miami Nueva York Filadelfia San Francisco Seattle | Boston                             |
| Georgia                   | Atlanta Boston Dallas Houston Kansas City Los Ángeles Miami Nueva York Filadelfia San Francisco Seattle | Atlanta Boston Dallas Houston Kansas City Los Ángeles Miami Nueva York Filadelfia San Francisco Seattle | Massachusetts                      |
| Mercedes-Benz Stadium     | Atlanta Boston Dallas Houston Kansas City Los Ángeles Miami Nueva York Filadelfia San Francisco Seattle | Atlanta Boston Dallas Houston Kansas City Los Ángeles Miami Nueva York Filadelfia San Francisco Seattle | Gillette Stadium                   |
| Capacidad: 71 000         | Atlanta Boston Dallas Houston Kansas City Los Ángeles Miami Nueva York Filadelfia San Francisco Seattle | Atlanta Boston Dallas Houston Kansas City Los Ángeles Miami Nueva York Filadelfia San Francisco Seattle | Capacidad: 65 878 [cita requerida] |
|                           | Atlanta Boston Dallas Houston Kansas City Los Ángeles Miami Nueva York Filadelfia San Francisco Seattle | Atlanta Boston Dallas Houston Kansas City Los Ángeles Miami Nueva York Filadelfia San Francisco Seattle |                                    |
| Filadelfia                | Miami                                                                                                   | Seattle                                                                                                 | San Francisco                      |
| Pennsylvania              | Florida                                                                                                 | Washington                                                                                              | California                         |
| Lincoln Financial Field   | Hard Rock Stadium                                                                                       | Lumen Field                                                                                             | Levi's Stadium                     |
| Capacidad: 69 596         | Capacidad: 75 540                                                                                       | Capacidad: 68 740 [cita requerida]                                                                      | Capacidad: 68 500                  |
|                           | | |                                    |

#### México
| México                                 | México                                 | México                                 |                  |             |            |
| Ciudad de México Monterrey Guadalajara | Ciudad de México Monterrey Guadalajara | Ciudad de México Monterrey Guadalajara |                  |             |            |
| Ciudad de México Monterrey Guadalajara | Ciudad de México Monterrey Guadalajara | Ciudad de México Monterrey Guadalajara | Ciudad de México | Guadalajara | Monterrey  |
| -------------------------------------- | -------------------------------------- | -------------------------------------- | ---------------- | ----------- | ---------- |
| Ciudad de México Monterrey Guadalajara | Ciudad de México Monterrey Guadalajara | Ciudad de México Monterrey Guadalajara |                  | Jalisco     | Nuevo León |
| Estadio Azteca                         | Estadio Akron                          | Estadio BBVA                           |                  |             |            |
| Capacidad: 83 264                      | Capacidad: 46 232                      | Capacidad: 51 348                      |                  |             |            |
|                                        |                                        |                                        |                  |             |            |

## Equipos participantes
El Consejo de la FIFA decidió que los tres anfitriones (Canadá, Estados Unidos y México) se clasifiquen automáticamente.
En cursiva los equipos que participan por primera vez:
| Clasificatorias | Clasificatorias | Clasificatorias | Clasificatorias | Clasificatorias | Clasificatorias | Clasificatorias |
| --------------- | --------------- | --------------- | --------------- | --------------- | --------------- | --------------- |
| AFC             | CAF             | Concacaf        | Conmebol        | OFC             | UEFA            | FIFA            |

| Equipos participantes | Equipos participantes | Equipos participantes | Equipos participantes |
| --------------------- | --------------------- | --------------------- | --------------------- |
| Argentina             | Uzbekistán            |                       |                       |
| Australia             |                       |                       |                       |
| Brasil                |                       |                       |                       |
| Canadá                |                       |                       |                       |
| Corea del Sur         |                       |                       |                       |
| Ecuador               |                       |                       |                       |
| Estados Unidos        |                       |                       |                       |
| Irán                  |                       |                       |                       |
| Japón                 |                       |                       |                       |
| Jordania              |                       |                       |                       |
| México                |                       |                       |                       |
| Nueva Zelanda         |                       |                       |                       |

### Sorteo final
El sorteo final para definir los grupos de la Copa Mundial se realizará el 5 de diciembre de 2025 en «The Sphere» en Las Vegas, Estados Unidos. Las tres escuadras locales, México (grupo A), Canadá (grupo B) y Estados Unidos (grupo D) ya están sembradas como cabezas de sector de acuerdo al calendario oficial, por lo que el resto de integrantes del bombo de las «cabezas de serie», al igual que el resto de las urnas, se integrará bajo el formato que se usó para Catar 2022, es decir, la clasificación de la FIFA. 
La mecánica del sorteo seguirá el estilo tradicional de evitar los cruces entre equipos de la misma confederación (salvo UEFA), las asignación en el orden de los partidos a disputar, y nuevamente, como ocurrió con las Copa del Mundo entre 1986 y 1994, las combinaciones para el cruce de los mejores terceros lugares, en virtud de la creación de una nueva fase de eliminación directa, los dieciseisavos de final. Dado que el sorteo se realizará antes de que concluyan las eliminatorias, las plazas vacantes serán ubicadas en los bombos que correspondan al lapso de su ubicación en el «ranking» y evitando los cruces con sus pares confederativos.

## Sistema de competencia
La fase final de la Copa Mundial de Fútbol de 2026 se divide en dos partes, la fase de grupos y la fase de eliminación directa; esta incluye cinco rondas (dieciseisavos de final, octavos de final, cuartos de final, semifinales y final).
Las 48 selecciones participantes se distribuirán, mediante el sorteo final, en doce grupos de cuatro equipos cada uno. En cada sector, las selecciones se enfrentarán entre sí de acuerdo con un sistema de liguilla, donde la victoria valdrá tres puntos; el empate, uno; y la derrota, cero. La última jornada de cada grupo deberá disputarse el mismo día a la misma hora. Al concluir la fase de grupos, clasificarán a la fase de eliminación directa los dos primeros lugares de cada sector, de acuerdo a su puntaje y los criterios de desempate; también clasifican a la ronda de eliminación directa, los ocho mejores terceros lugares, de acuerdo a una tabla general de estos, donde se contemplen puntaje y criterios de desempate.
Los criterios de desempate en la fase de grupos son:
- a) más puntos obtenidos en los partidos de grupo entre las selecciones en cuestión;
- b) mayor diferencia de goles en los partidos de grupo entre las selecciones en cuestión;
- c) más goles marcados en los partidos de grupo entre las selecciones en cuestión.
- d) mayor diferencia de goles en todos los partidos de grupo;
- e) más goles marcados en todos los partidos de grupo;
- f) más puntos obtenidos por conducta deportiva (de jugadores y cuerpo técnico) según el número de tarjetas amarillas y rojas recibidas: 
  - tarjetas amarillas: 1 punto menos
  - tarjetas rojas (tras doble amonestación): 3 puntos menos
  - tarjeta roja directa: 4 puntos menos
  - tarjeta amarilla y tarjeta roja directa: 5 puntos menos
- g) las dos o más selecciones que sigan igualadas a puntos se ordenarán según la edición publicada más reciente de la Clasificación Mundial de la FIFA;
- h) las dos o más selecciones que sigan igualadas a puntos se ordenarán según la edición publicada de la Clasificación Mundial de la FIFA anterior a la edición publicada más reciente, y así sucesivamente, hasta que se llegue a una decisión.

Las llaves en la fase de eliminación directa estarán divididas en dos rutas, determinadas por el calendario, priorizando la disminución de distancias recorridas e intervalos de tiempo de descanso.
En las rondas de eliminación directa, si un partido terminara en empate, se jugará una prórroga, que constará de dos partes de 15 minutos cada una. Si el partido siguiera empatado después de la prórroga, se decidirá el ganador con una tanda de penales conforme al procedimiento establecido en las Reglas de Juego.

## Fase de grupos
La programación de los partidos fue anunciada por la FIFA el 4 de febrero de 2024, el Comité Ejecutivo de la FIFA anunció la hora local de los partidos: el partido inaugural se jugará a las 13:00 (UTC-06:00) y la final se jugará a las 17:00 (UTC-05:00); los partidos correspondientes a las dos primeras fechas de la fase de grupos, a las 13:00, 15:00, 18:00 y 20:00; los partidos de la tercera fecha de la fase de grupos, los octavos y los cuartos de final, a las 16:00 y 19:00; las semifinales a las 18:00; el partido por el tercer puesto a las 16:00 y la final a las 17:00.
La FIFA actualizó el calendario de la competición el 12 de junio de 2024 al indicar los grupos a los que corresponde cada duelo y el cuadro de la fase final del torneo.
- Nota: De acuerdo a las fuentes oficiales disponibles, que son el proyecto de la candidatura y el calendario publicado por FIFA, las sedes de los partidos corresponden a las ciudades principales de las áreas metropolitanas designadas. Por lo que serán estas las reflejadas en el siguiente rol de partidos, y no las localidades de las ubicaciones exactas de los inmuebles.[15][39]
- Los horarios son correspondientes a la hora local (UTC-07:00, UTC-06:00, UTC-05:00 y UTC-04:00).[n 3]

     – Clasificados a los dieciseisavos de final.
     – Puede clasificarse como uno de los ocho mejores terceros.

### Grupo A
| Selección | Pts | PJ | PG | PE | PP | GF | GC | Dif |
| --------- | --- | -- | -- | -- | -- | -- | -- | --- |
| México    | 0   | 0  | 0  | 0  | 0  | 0  | 0  | 0   |
| A2        | 0   | 0  | 0  | 0  | 0  | 0  | 0  | 0   |
| A3        | 0   | 0  | 0  | 0  | 0  | 0  | 0  | 0   |
| A4        | 0   | 0  | 0  | 0  | 0  | 0  | 0  | 0   |

| 11 de junio de 2026 | México | Partido 1 | Visita | Estadio Azteca, Ciudad de México |  |
|                     |        |           |        | Árbitro(s): [[]]                 |  |

| 11 de junio de 2026 | Local | Partido 2 | Visita | Estadio Chivas, Guadalajara |  |
|                     |       |           |        | Árbitro(s): [[]]            |  |

| 18 de junio de 2026 | Local | Partido 25 | Visita | Mercedes-Benz Stadium, Atlanta |  |
|                     |       |            |        | Árbitro(s): [[]]               |  |

| 18 de junio de 2026 | México | Partido 28 | Visita | Estadio Chivas, Guadalajara |  |
|                     |        |            |        | Árbitro(s): [[]]            |  |

| 24 de junio de 2026 | Local | Partido 53 | México | Estadio Azteca, Ciudad de México |  |
|                     |       |            |        | Árbitro(s): [[]]                 |  |

| 24 de junio de 2026 | Local | Partido 54 | Visita | Estadio BBVA, Monterrey |  |
|                     |       |            |        | Árbitro(s): [[]]        |  |

### Grupo B
| Selección | Pts | PJ | PG | PE | PP | GF | GC | Dif |
| --------- | --- | -- | -- | -- | -- | -- | -- | --- |
| Canadá    | 0   | 0  | 0  | 0  | 0  | 0  | 0  | 0   |
| B2        | 0   | 0  | 0  | 0  | 0  | 0  | 0  | 0   |
| B3        | 0   | 0  | 0  | 0  | 0  | 0  | 0  | 0   |
| B4        | 0   | 0  | 0  | 0  | 0  | 0  | 0  | 0   |

| 12 de junio de 2026 | Canadá | Partido 3 | Visita | Estadio Nacional de Canadá, Toronto |  |
|                     |        |           |        | Árbitro(s): [[]]                    |  |

| 13 de junio de 2026 | Local | Partido 8 | Visita | Levi's Stadium, San Francisco |  |
|                     |       |           |        | Árbitro(s): [[]]              |  |

| 18 de junio de 2026 | Local | Partido 26 | Visita | SoFi Stadium, Los Ángeles |  |
|                     |       |            |        | Árbitro(s): [[]]          |  |

| 18 de junio de 2026 | Canadá | Partido 27 | Visita | Estadio BC Place, Vancouver |  |
|                     |        |            |        | Árbitro(s): [[]]            |  |

| 24 de junio de 2026 | Local | Partido 51 | Canadá | Estadio BC Place, Vancouver |  |
|                     |       |            |        | Árbitro(s): [[]]            |  |

| 24 de junio de 2026 | Local | Partido 52 | Visita | Lumen Field, Seattle |  |
|                     |       |            |        | Árbitro(s): [[]]     |  |

### Grupo C
| Selección | Pts | PJ | PG | PE | PP | GF | GC | Dif |
| --------- | --- | -- | -- | -- | -- | -- | -- | --- |
| C1        | 0   | 0  | 0  | 0  | 0  | 0  | 0  | 0   |
| C2        | 0   | 0  | 0  | 0  | 0  | 0  | 0  | 0   |
| C3        | 0   | 0  | 0  | 0  | 0  | 0  | 0  | 0   |
| C4        | 0   | 0  | 0  | 0  | 0  | 0  | 0  | 0   |

| 13 de junio de 2026 | Local | Partido 5 | Visita | Gillette Stadium, Boston |  |
|                     |       |           |        | Árbitro(s): [[]]         |  |

| 13 de junio de 2026 | Local | Partido 7 | Visita | MetLife Stadium, Nueva Jersey/Nueva York |  |
|                     |       |           |        | Árbitro(s): [[]]                         |  |

| 19 de junio de 2026 | Local | Partido 29 | Visita | Lincoln Financial Field, Filadelfia |  |
|                     |       |            |        | Árbitro(s): [[]]                    |  |

| 19 de junio de 2026 | Local | Partido 30 | Visita | Gillette Stadium, Boston |  |
|                     |       |            |        | Árbitro(s): [[]]         |  |

| 24 de junio de 2026 | Local | Partido 49 | Visita | Hard Rock Stadium, Miami |  |
|                     |       |            |        | Árbitro(s): [[]]         |  |

| 24 de junio de 2026 | Local | Partido 50 | Visita | Mercedes-Benz Stadium, Atlanta |  |
|                     |       |            |        | Árbitro(s): [[]]               |  |

### Grupo D
| Selección      | Pts | PJ | PG | PE | PP | GF | GC | Dif |
| -------------- | --- | -- | -- | -- | -- | -- | -- | --- |
| Estados Unidos | 0   | 0  | 0  | 0  | 0  | 0  | 0  | 0   |
| D2             | 0   | 0  | 0  | 0  | 0  | 0  | 0  | 0   |
| D3             | 0   | 0  | 0  | 0  | 0  | 0  | 0  | 0   |
| D4             | 0   | 0  | 0  | 0  | 0  | 0  | 0  | 0   |

| 12 de junio de 2026 | Estados Unidos | Partido 4 | Visita | SoFi Stadium, Los Ángeles |  |
|                     |                |           |        | Árbitro(s): [[]]          |  |

| 13 de junio de 2026 | Local | Partido 6 | Visita | Estadio BC Place, Vancouver |  |
|                     |       |           |        | Árbitro(s): [[]]            |  |

| 19 de junio de 2026 | Local | Partido 31 | Visita | Levi's Stadium, San Francisco |  |
|                     |       |            |        | Árbitro(s): [[]]              |  |

| 19 de junio de 2026 | Estados Unidos | Partido 32 | Visita | Lumen Field, Seattle |  |
|                     |                |            |        | Árbitro(s): [[]]     |  |

| 25 de junio de 2026 | Local | Partido 59 | Estados Unidos | SoFi Stadium, Los Ángeles |  |
|                     |       |            |                | Árbitro(s): [[]]          |  |

| 25 de junio de 2026 | Local | Partido 60 | Visita | Levi's Stadium, San Francisco |  |
|                     |       |            |        | Árbitro(s): [[]]              |  |

### Grupo E
| Selección | Pts | PJ | PG | PE | PP | GF | GC | Dif |
| --------- | --- | -- | -- | -- | -- | -- | -- | --- |
| E1        | 0   | 0  | 0  | 0  | 0  | 0  | 0  | 0   |
| E2        | 0   | 0  | 0  | 0  | 0  | 0  | 0  | 0   |
| E3        | 0   | 0  | 0  | 0  | 0  | 0  | 0  | 0   |
| E4        | 0   | 0  | 0  | 0  | 0  | 0  | 0  | 0   |

| 14 de junio de 2026 | Local | Partido 9 | Visita | Lincoln Financial Field, Filadelfia |  |
|                     |       |           |        | Árbitro(s): [[]]                    |  |

| 14 de junio de 2026 | Local | Partido 10 | Visita | NRG Stadium, Houston |  |
|                     |       |            |        | Árbitro(s): [[]]     |  |

| 20 de junio de 2026 | Local | Partido 33 | Visita | BMO Field, Toronto |  |
|                     |       |            |        | Árbitro(s): [[]]   |  |

| 20 de junio de 2026 | Local | Partido 34 | Visita | Arrowhead Stadium, Kansas City |  |
|                     |       |            |        | Árbitro(s): [[]]               |  |

| 25 de junio de 2026 | Local | Partido 55 | Visita | Lincoln Financial Field, Filadelfia |  |
|                     |       |            |        | Árbitro(s): [[]]                    |  |

| 25 de junio de 2026 | Local | Partido 56 | Visita | MetLife Stadium, Nueva York/Nueva Jersey |  |
|                     |       |            |        | Árbitro(s): [[]]                         |  |

### Grupo F
| Selección | Pts | PJ | PG | PE | PP | GF | GC | Dif |
| --------- | --- | -- | -- | -- | -- | -- | -- | --- |
| F1        | 0   | 0  | 0  | 0  | 0  | 0  | 0  | 0   |
| F2        | 0   | 0  | 0  | 0  | 0  | 0  | 0  | 0   |
| F3        | 0   | 0  | 0  | 0  | 0  | 0  | 0  | 0   |
| F4        | 0   | 0  | 0  | 0  | 0  | 0  | 0  | 0   |

| 14 de junio de 2026 | Local | Partido 11 | Visita | AT&T Stadium, Dallas |  |
|                     |       |            |        | Árbitro(s): [[]]     |  |

| 14 de junio de 2026 | Local | Partido 12 | Visita | Estadio BBVA, Monterrey |  |
|                     |       |            |        | Árbitro(s): [[]]        |  |

| 20 de junio de 2026 | Local | Partido 35 | Visita | NRG Stadium, Houston |  |
|                     |       |            |        | Árbitro(s): [[]]     |  |

| 20 de junio de 2026 | Local | Partido 36 | Visita | Estadio BBVA, Monterrey |  |
|                     |       |            |        | Árbitro(s): [[]]        |  |

| 25 de junio de 2026 | Local | Partido 57 | Visita | AT&T Stadium, Dallas |  |
|                     |       |            |        | Árbitro(s): [[]]     |  |

| 25 de junio de 2026 | Local | Partido 58 | Visita | Arrowhead Stadium, Kansas City |  |
|                     |       |            |        | Árbitro(s): [[]]               |  |

### Grupo G
| Selección | Pts | PJ | PG | PE | PP | GF | GC | Dif |
| --------- | --- | -- | -- | -- | -- | -- | -- | --- |
| G1        | 0   | 0  | 0  | 0  | 0  | 0  | 0  | 0   |
| G2        | 0   | 0  | 0  | 0  | 0  | 0  | 0  | 0   |
| G3        | 0   | 0  | 0  | 0  | 0  | 0  | 0  | 0   |
| G4        | 0   | 0  | 0  | 0  | 0  | 0  | 0  | 0   |

| 15 de junio de 2026 | Local | Partido 15 | Visita | SoFi Stadium, Los Ángeles |  |
|                     |       |            |        | Árbitro(s): [[]]          |  |

| 15 de junio de 2026 | Local | Partido 16 | Visita | Lumen Field, Seattle |  |
|                     |       |            |        | Árbitro(s): [[]]     |  |

| 21 de junio de 2026 | Local | Partido 39 | Visita | SoFi Stadium, Los Ángeles |  |
|                     |       |            |        | Árbitro(s): [[]]          |  |

| 21 de junio de 2026 | Local | Partido 40 | Visita | Estadio BC Place, Vancouver |  |
|                     |       |            |        | Árbitro(s): [[]]            |  |

| 26 de junio de 2026 | Local | Partido 63 | Visita | Lumen Field, Seattle |  |
|                     |       |            |        | Árbitro(s): [[]]     |  |

| 26 de junio de 2026 | Local | Partido 64 | Visita | Estadio BC Place, Vancouver |  |
|                     |       |            |        | Árbitro(s): [[]]            |  |

### Grupo H
| Selección | Pts | PJ | PG | PE | PP | GF | GC | Dif |
| --------- | --- | -- | -- | -- | -- | -- | -- | --- |
| H1        | 0   | 0  | 0  | 0  | 0  | 0  | 0  | 0   |
| H2        | 0   | 0  | 0  | 0  | 0  | 0  | 0  | 0   |
| H3        | 0   | 0  | 0  | 0  | 0  | 0  | 0  | 0   |
| H4        | 0   | 0  | 0  | 0  | 0  | 0  | 0  | 0   |

| 15 de junio de 2026 | Local | Partido 13 | Visita | Hard Rock Stadium, Miami |  |
|                     |       |            |        | Árbitro(s): [[]]         |  |

| 15 de junio de 2026 | Local | Partido 14 | Visita | Mercedes-Benz Stadium, Atlanta |  |
|                     |       |            |        | Árbitro(s): [[]]               |  |

| 21 de junio de 2026 | Local | Partido 37 | Visita | Hard Rock Stadium, Miami |  |
|                     |       |            |        | Árbitro(s): [[]]         |  |

| 21 de junio de 2026 | Local | Partido 38 | Visita | Mercedes-Benz Stadium, Atlanta |  |
|                     |       |            |        | Árbitro(s): [[]]               |  |

| 26 de junio de 2026 | Local | Partido 65 | Visita | NRG Stadium, Houston |  |
|                     |       |            |        | Árbitro(s): [[]]     |  |

| 26 de junio de 2026 | Local | Partido 66 | Visita | Estadio Chivas, Guadalajara |  |
|                     |       |            |        | Árbitro(s): [[]]            |  |

### Grupo I
| Selección | Pts | PJ | PG | PE | PP | GF | GC | Dif |
| --------- | --- | -- | -- | -- | -- | -- | -- | --- |
| I1        | 0   | 0  | 0  | 0  | 0  | 0  | 0  | 0   |
| I2        | 0   | 0  | 0  | 0  | 0  | 0  | 0  | 0   |
| I3        | 0   | 0  | 0  | 0  | 0  | 0  | 0  | 0   |
| I4        | 0   | 0  | 0  | 0  | 0  | 0  | 0  | 0   |

| 16 de junio de 2026 | Local | Partido 17 | Visita | MetLife Stadium, Nueva York/Nueva Jersey |  |
|                     |       |            |        | Árbitro(s): [[]]                         |  |

| 16 de junio de 2026 | Local | Partido 18 | Visita | Gillette Stadium, Boston |  |
|                     |       |            |        | Árbitro(s): [[]]         |  |

| 22 de junio de 2026 | Local | Partido 41 | Visita | MetLife Stadium, Nueva York/Nueva Jersey |  |
|                     |       |            |        | Árbitro(s): [[]]                         |  |

| 22 de junio de 2026 | Local | Partido 42 | Visita | Lincoln Financial Field, Filadelfia |  |
|                     |       |            |        | Árbitro(s): [[]]                    |  |

| 26 de junio de 2026 | Local | Partido 61 | Visita | Gillette Stadium, Boston |  |
|                     |       |            |        | Árbitro(s): [[]]         |  |

| 26 de junio de 2026 | Local | Partido 62 | Visita | BMO Field, Toronto |  |
|                     |       |            |        | Árbitro(s): [[]]   |  |

### Grupo J
| Selección | Pts | PJ | PG | PE | PP | GF | GC | Dif |
| --------- | --- | -- | -- | -- | -- | -- | -- | --- |
| J1        | 0   | 0  | 0  | 0  | 0  | 0  | 0  | 0   |
| J2        | 0   | 0  | 0  | 0  | 0  | 0  | 0  | 0   |
| J3        | 0   | 0  | 0  | 0  | 0  | 0  | 0  | 0   |
| J4        | 0   | 0  | 0  | 0  | 0  | 0  | 0  | 0   |

| 16 de junio de 2026 | Local | Partido 19 | Visita | Arrowhead Stadium, Kansas City |  |
|                     |       |            |        | Árbitro(s): [[]]               |  |

| 16 de junio de 2026 | Local | Partido 20 | Visita | Levi's Stadium, San Francisco |  |
|                     |       |            |        | Árbitro(s): [[]]              |  |

| 22 de junio de 2026 | Local | Partido 43 | Visita | AT&T Stadium, Dallas |  |
|                     |       |            |        | Árbitro(s): [[]]     |  |

| 22 de junio de 2026 | Local | Partido 44 | Visita | Levi's Stadium, San Francisco |  |
|                     |       |            |        | Árbitro(s): [[]]              |  |

| 27 de junio de 2026 | Local | Partido 69 | Visita | Arrowhead Stadium, Kansas City |  |
|                     |       |            |        | Árbitro(s): [[]]               |  |

| 27 de junio de 2026 | Local | Partido 70 | Visita | AT&T Stadium, Dallas |  |
|                     |       |            |        | Árbitro(s): [[]]     |  |

### Grupo K
| Selección | Pts | PJ | PG | PE | PP | GF | GC | Dif |
| --------- | --- | -- | -- | -- | -- | -- | -- | --- |
| K1        | 0   | 0  | 0  | 0  | 0  | 0  | 0  | 0   |
| K2        | 0   | 0  | 0  | 0  | 0  | 0  | 0  | 0   |
| K3        | 0   | 0  | 0  | 0  | 0  | 0  | 0  | 0   |
| K4        | 0   | 0  | 0  | 0  | 0  | 0  | 0  | 0   |

| 17 de junio de 2026 | Local | Partido 23 | Visita | NRG Stadium, Houston |  |
|                     |       |            |        | Árbitro(s): [[]]     |  |

| 17 de junio de 2026 | Local | Partido 24 | Visita | Estadio Azteca, Ciudad de México |  |
|                     |       |            |        | Árbitro(s): [[]]                 |  |

| 23 de junio de 2026 | Local | Partido 47 | Visita | NRG Stadium, Houston |  |
|                     |       |            |        | Árbitro(s): [[]]     |  |

| 23 de junio de 2026 | Local | Partido 48 | Visita | Estadio Chivas, Guadalajara |  |
|                     |       |            |        | Árbitro(s): [[]]            |  |

| 27 de junio de 2026 | Local | Partido 71 | Visita | Hard Rock Stadium, Miami |  |
|                     |       |            |        | Árbitro(s): [[]]         |  |

| 27 de junio de 2026 | Local | Partido 72 | Visita | Mercedes-Benz Stadium, Atlanta |  |
|                     |       |            |        | Árbitro(s): [[]]               |  |

### Grupo L
| Selección | Pts | PJ | PG | PE | PP | GF | GC | Dif |
| --------- | --- | -- | -- | -- | -- | -- | -- | --- |
| L1        | 0   | 0  | 0  | 0  | 0  | 0  | 0  | 0   |
| L2        | 0   | 0  | 0  | 0  | 0  | 0  | 0  | 0   |
| L3        | 0   | 0  | 0  | 0  | 0  | 0  | 0  | 0   |
| L4        | 0   | 0  | 0  | 0  | 0  | 0  | 0  | 0   |

| 17 de junio de 2026 | Local | Partido 21 | Visita | BMO Field, Toronto |  |
|                     |       |            |        | Árbitro(s): [[]]   |  |

| 17 de junio de 2026 | Local | Partido 22 | Visita | AT&T Stadium, Dallas |  |
|                     |       |            |        | Árbitro(s): [[]]     |  |

| 23 de junio de 2026 | Local | Partido 45 | Visita | Gillette Stadium, Boston |  |
|                     |       |            |        | Árbitro(s): [[]]         |  |

| 23 de junio de 2026 | Local | Partido 46 | Visita | BMO Field, Toronto |  |
|                     |       |            |        | Árbitro(s): [[]]   |  |

| 27 de junio de 2026 | Local | Partido 67 | Visita | MetLife Stadium, Nueva York/Nueva Jersey |  |
|                     |       |            |        | Árbitro(s): [[]]                         |  |

| 27 de junio de 2026 | Local | Partido 68 | Visita | Lincoln Financial Field, Filadelfia |  |
|                     |       |            |        | Árbitro(s): [[]]                    |  |

### Mejores terceros
| Equipo       | Gr | Pts | PJ | PG | PE | PP | GF | GC | Dif |
| ------------ | -- | --- | -- | -- | -- | -- | -- | -- | --- |
| Bandera de ? | A  | 0   | 0  | 0  | 0  | 0  | 0  | 0  | 0   |
| Bandera de ? | B  | 0   | 0  | 0  | 0  | 0  | 0  | 0  | 0   |
| Bandera de ? | C  | 0   | 0  | 0  | 0  | 0  | 0  | 0  | 0   |
| Bandera de ? | D  | 0   | 0  | 0  | 0  | 0  | 0  | 0  | 0   |
| Bandera de ? | E  | 0   | 0  | 0  | 0  | 0  | 0  | 0  | 0   |
| Bandera de ? | F  | 0   | 0  | 0  | 0  | 0  | 0  | 0  | 0   |
| Bandera de ? | G  | 0   | 0  | 0  | 0  | 0  | 0  | 0  | 0   |
| Bandera de ? | H  | 0   | 0  | 0  | 0  | 0  | 0  | 0  | 0   |
| Bandera de ? | I  | 0   | 0  | 0  | 0  | 0  | 0  | 0  | 0   |
| Bandera de ? | J  | 0   | 0  | 0  | 0  | 0  | 0  | 0  | 0   |
| Bandera de ? | K  | 0   | 0  | 0  | 0  | 0  | 0  | 0  | 0   |
| Bandera de ? | L  | 0   | 0  | 0  | 0  | 0  | 0  | 0  | 0   |

## Segunda fase
- Nota: De acuerdo a las fuentes oficiales disponibles, que son el proyecto de la candidatura y el calendario publicado por FIFA, las sedes de los partidos corresponden a las ciudades principales de las áreas metropolitanas designadas. Por lo que serán estas las reflejadas en las siguientes llaves de partidos, y no las localidades de las ubicaciones exactas de los inmuebles.[15][39]
- Los horarios son correspondientes a la hora local (UTC-07:00, UTC-06:00, UTC-05:00 y UTC-04:00).

### Cuadro de desarrollo
|  | Dieciseisavos de final                | Dieciseisavos de final |                                       |  | Octavos de final             | Octavos de final             |  |  | Cuartos de final | Cuartos de final |  |  | Semifinales | Semifinales |  |  | Final | Final |
|  |                                       |                        |                                       |  |                              |                              |  |  |                  |                  |  |  |             |             |  |  |       |       |
|  | 29 de junio – Boston                  |                        |                                       |  |                              |                              |  |  |                  |                  |  |  |             |             |  |  |       |       |
|  |                                       |                        |                                       |  |                              |                              |  |  |                  |                  |  |  |             |             |  |  |       |       |
|  | 1E                                    |                        |                                       |  |                              |                              |  |  |                  |                  |  |  |             |             |  |  |       |       |
|  | 4 de julio – Filadelfia               |                        |                                       |  |                              |                              |  |  |                  |                  |  |  |             |             |  |  |       |       |
|  | 3A/B/C/D/F                            |                        |                                       |  |                              |                              |  |  |                  |                  |  |  |             |             |  |  |       |       |
|  | Bandera de ?                          |                        |                                       |  |                              |                              |  |  |                  |                  |  |  |             |             |  |  |       |       |
|  | 30 de junio – Nueva York/Nueva Jersey |                        |                                       |  |                              |                              |  |  |                  |                  |  |  |             |             |  |  |       |       |
|  |                                       | Bandera de ?           |                                       |  |                              |                              |  |  |                  |                  |  |  |             |             |  |  |       |       |
|  | 1I                                    |                        |                                       |  |                              |                              |  |  |                  |                  |  |  |             |             |  |  |       |       |
|  |                                       |                        | 9 de julio – Boston                   |  |                              |                              |  |  |                  |                  |  |  |             |             |  |  |       |       |
|  | 3C/D/F/G/H                            |                        |                                       |  |                              |                              |  |  |                  |                  |  |  |             |             |  |  |       |       |
|  | Bandera de ?                          |                        |                                       |  |                              |                              |  |  |                  |                  |  |  |             |             |  |  |       |       |
|  | 28 de junio – Los Ángeles             |                        |                                       |  |                              |                              |  |  |                  |                  |  |  |             |             |  |  |       |       |
|  |                                       | Bandera de ?           |                                       |  |                              |                              |  |  |                  |                  |  |  |             |             |  |  |       |       |
|  | 2A                                    |                        |                                       |  |                              |                              |  |  |                  |                  |  |  |             |             |  |  |       |       |
|  | 4 de julio – Houston                  |                        |                                       |  |                              |                              |  |  |                  |                  |  |  |             |             |  |  |       |       |
|  | 2B                                    |                        |                                       |  |                              |                              |  |  |                  |                  |  |  |             |             |  |  |       |       |
|  | Bandera de ?                          |                        |                                       |  |                              |                              |  |  |                  |                  |  |  |             |             |  |  |       |       |
|  | 29 de junio – Monterrey               |                        |                                       |  |                              |                              |  |  |                  |                  |  |  |             |             |  |  |       |       |
|  |                                       | Bandera de ?           |                                       |  |                              |                              |  |  |                  |                  |  |  |             |             |  |  |       |       |
|  | 1F                                    |                        |                                       |  |                              |                              |  |  |                  |                  |  |  |             |             |  |  |       |       |
|  |                                       |                        | 14 de julio – Dallas                  |  |                              |                              |  |  |                  |                  |  |  |             |             |  |  |       |       |
|  | 2C                                    |                        |                                       |  |                              |                              |  |  |                  |                  |  |  |             |             |  |  |       |       |
|  | Bandera de ?                          |                        |                                       |  |                              |                              |  |  |                  |                  |  |  |             |             |  |  |       |       |
|  | 2 de julio – Toronto                  |                        |                                       |  |                              |                              |  |  |                  |                  |  |  |             |             |  |  |       |       |
|  |                                       | Bandera de ?           |                                       |  |                              |                              |  |  |                  |                  |  |  |             |             |  |  |       |       |
|  | 2K                                    |                        |                                       |  |                              |                              |  |  |                  |                  |  |  |             |             |  |  |       |       |
|  | 6 de julio – Dallas                   |                        |                                       |  |                              |                              |  |  |                  |                  |  |  |             |             |  |  |       |       |
|  | 2L                                    |                        |                                       |  |                              |                              |  |  |                  |                  |  |  |             |             |  |  |       |       |
|  | Bandera de ?                          |                        |                                       |  |                              |                              |  |  |                  |                  |  |  |             |             |  |  |       |       |
|  | 2 de julio – Los Ángeles              |                        |                                       |  |                              |                              |  |  |                  |                  |  |  |             |             |  |  |       |       |
|  |                                       | Bandera de ?           |                                       |  |                              |                              |  |  |                  |                  |  |  |             |             |  |  |       |       |
|  | 1H                                    |                        |                                       |  |                              |                              |  |  |                  |                  |  |  |             |             |  |  |       |       |
|  |                                       |                        | 10 de julio – Los Ángeles             |  |                              |                              |  |  |                  |                  |  |  |             |             |  |  |       |       |
|  | 2J                                    |                        |                                       |  |                              |                              |  |  |                  |                  |  |  |             |             |  |  |       |       |
|  | Bandera de ?                          |                        |                                       |  |                              |                              |  |  |                  |                  |  |  |             |             |  |  |       |       |
|  | 1 de julio – San Francisco            |                        |                                       |  |                              |                              |  |  |                  |                  |  |  |             |             |  |  |       |       |
|  |                                       | Bandera de ?           |                                       |  |                              |                              |  |  |                  |                  |  |  |             |             |  |  |       |       |
|  | 1D                                    |                        |                                       |  |                              |                              |  |  |                  |                  |  |  |             |             |  |  |       |       |
|  | 6 de julio – Seattle                  |                        |                                       |  |                              |                              |  |  |                  |                  |  |  |             |             |  |  |       |       |
|  | 3B/E/F/I/J                            |                        |                                       |  |                              |                              |  |  |                  |                  |  |  |             |             |  |  |       |       |
|  | Bandera de ?                          |                        |                                       |  |                              |                              |  |  |                  |                  |  |  |             |             |  |  |       |       |
|  | 1 de julio – Seattle                  |                        |                                       |  |                              |                              |  |  |                  |                  |  |  |             |             |  |  |       |       |
|  |                                       | Bandera de ?           |                                       |  |                              |                              |  |  |                  |                  |  |  |             |             |  |  |       |       |
|  | 1G                                    |                        |                                       |  |                              |                              |  |  |                  |                  |  |  |             |             |  |  |       |       |
|  |                                       |                        | 19 de julio – Nueva York/Nueva Jersey |  |                              |                              |  |  |                  |                  |  |  |             |             |  |  |       |       |
|  | 3A/E/H/I/J                            |                        |                                       |  |                              |                              |  |  |                  |                  |  |  |             |             |  |  |       |       |
|  | Bandera de ?                          |                        |                                       |  |                              |                              |  |  |                  |                  |  |  |             |             |  |  |       |       |
|  | 29 de junio – Houston                 |                        |                                       |  |                              |                              |  |  |                  |                  |  |  |             |             |  |  |       |       |
|  |                                       | Bandera de ?           |                                       |  |                              |                              |  |  |                  |                  |  |  |             |             |  |  |       |       |
|  | 1C                                    |                        |                                       |  |                              |                              |  |  |                  |                  |  |  |             |             |  |  |       |       |
|  | 5 de julio – Nueva York/Nueva Jersey  |                        |                                       |  |                              |                              |  |  |                  |                  |  |  |             |             |  |  |       |       |
|  | 2F                                    |                        |                                       |  |                              |                              |  |  |                  |                  |  |  |             |             |  |  |       |       |
|  | Bandera de ?                          |                        |                                       |  |                              |                              |  |  |                  |                  |  |  |             |             |  |  |       |       |
|  | 30 de junio – Dallas                  |                        |                                       |  |                              |                              |  |  |                  |                  |  |  |             |             |  |  |       |       |
|  |                                       | Bandera de ?           |                                       |  |                              |                              |  |  |                  |                  |  |  |             |             |  |  |       |       |
|  | 2E                                    |                        |                                       |  |                              |                              |  |  |                  |                  |  |  |             |             |  |  |       |       |
|  |                                       |                        | 11 de julio – Miami                   |  |                              |                              |  |  |                  |                  |  |  |             |             |  |  |       |       |
|  | 2I                                    |                        |                                       |  |                              |                              |  |  |                  |                  |  |  |             |             |  |  |       |       |
|  | Bandera de ?                          |                        |                                       |  |                              |                              |  |  |                  |                  |  |  |             |             |  |  |       |       |
|  | 30 de junio – Ciudad de México        |                        |                                       |  |                              |                              |  |  |                  |                  |  |  |             |             |  |  |       |       |
|  |                                       | Bandera de ?           |                                       |  |                              |                              |  |  |                  |                  |  |  |             |             |  |  |       |       |
|  | 1A                                    |                        |                                       |  |                              |                              |  |  |                  |                  |  |  |             |             |  |  |       |       |
|  | 5 de julio – Ciudad de México         |                        |                                       |  |                              |                              |  |  |                  |                  |  |  |             |             |  |  |       |       |
|  | 3C/E/F/H/I                            |                        |                                       |  |                              |                              |  |  |                  |                  |  |  |             |             |  |  |       |       |
|  | Bandera de ?                          |                        |                                       |  |                              |                              |  |  |                  |                  |  |  |             |             |  |  |       |       |
|  | 1 de julio – Atlanta                  |                        |                                       |  |                              |                              |  |  |                  |                  |  |  |             |             |  |  |       |       |
|  |                                       | Bandera de ?           |                                       |  |                              |                              |  |  |                  |                  |  |  |             |             |  |  |       |       |
|  | 1L                                    |                        |                                       |  |                              |                              |  |  |                  |                  |  |  |             |             |  |  |       |       |
|  |                                       |                        | 15 de julio – Atlanta                 |  |                              |                              |  |  |                  |                  |  |  |             |             |  |  |       |       |
|  | 3E/H/I/J/K                            |                        |                                       |  |                              |                              |  |  |                  |                  |  |  |             |             |  |  |       |       |
|  | Bandera de ?                          |                        |                                       |  |                              |                              |  |  |                  |                  |  |  |             |             |  |  |       |       |
|  | 3 de julio – Miami                    |                        |                                       |  |                              |                              |  |  |                  |                  |  |  |             |             |  |  |       |       |
|  |                                       | Bandera de ?           |                                       |  | Partido por el tercer puesto | Partido por el tercer puesto |  |  |                  |                  |  |  |             |             |  |  |       |       |
|  | 1J                                    | Bandera de ?           |                                       |  | Partido por el tercer puesto | Partido por el tercer puesto |  |  |                  |                  |  |  |             |             |  |  |       |       |
|  | 7 de julio – Atlanta                  | 7 de julio – Atlanta   |                                       |  | 18 de julio – Miami          | 18 de julio – Miami          |  |  |                  |                  |  |  |             |             |  |  |       |       |
|  | 7 de julio – Atlanta                  | 7 de julio – Atlanta   | 2H                                    |  | 18 de julio – Miami          | 18 de julio – Miami          |  |  |                  |                  |  |  |             |             |  |  |       |       |
|  | Bandera de ?                          |                        | Bandera de ?                          |  |                              |                              |  |  |                  |                  |  |  |             |             |  |  |       |       |
|  | Bandera de ?                          | 3 de julio – Dallas    | Bandera de ?                          |  |                              |                              |  |  |                  |                  |  |  |             |             |  |  |       |       |
|  |                                       | Bandera de ?           |                                       |  | Bandera de ?                 |                              |  |  |                  |                  |  |  |             |             |  |  |       |       |
|  | 2D                                    | Bandera de ?           |                                       |  | Bandera de ?                 |                              |  |  |                  |                  |  |  |             |             |  |  |       |       |
|  |                                       |                        | 11 de julio – Kansas City             |  |                              |                              |  |  |                  |                  |  |  |             |             |  |  |       |       |
|  | 2G                                    |                        |                                       |  |                              |                              |  |  |                  |                  |  |  |             |             |  |  |       |       |
|  | Bandera de ?                          |                        |                                       |  |                              |                              |  |  |                  |                  |  |  |             |             |  |  |       |       |
|  | 2 de julio – Vancouver                |                        |                                       |  |                              |                              |  |  |                  |                  |  |  |             |             |  |  |       |       |
|  |                                       | Bandera de ?           |                                       |  |                              |                              |  |  |                  |                  |  |  |             |             |  |  |       |       |
|  | 1B                                    |                        |                                       |  |                              |                              |  |  |                  |                  |  |  |             |             |  |  |       |       |
|  | 7 de julio – Vancouver                |                        |                                       |  |                              |                              |  |  |                  |                  |  |  |             |             |  |  |       |       |
|  | 3E/F/G/I/J                            |                        |                                       |  |                              |                              |  |  |                  |                  |  |  |             |             |  |  |       |       |
|  | Bandera de ?                          |                        |                                       |  |                              |                              |  |  |                  |                  |  |  |             |             |  |  |       |       |
|  | 3 de julio – Kansas City              |                        |                                       |  |                              |                              |  |  |                  |                  |  |  |             |             |  |  |       |       |
|  |                                       | Bandera de ?           |                                       |  |                              |                              |  |  |                  |                  |  |  |             |             |  |  |       |       |
|  | 1K                                    |                        |                                       |  |                              |                              |  |  |                  |                  |  |  |             |             |  |  |       |       |
|  |                                       |                        |                                       |  |                              |                              |  |  |                  |                  |  |  |             |             |  |  |       |       |
|  | 3D/E/I/J/L                            |                        |                                       |  |                              |                              |  |  |                  |                  |  |  |             |             |  |  |       |       |
|  |                                       |                        |                                       |  |                              |                              |  |  |                  |                  |  |  |             |             |  |  |       |       |

### Dieciseisavos de final
| 28 de junio de 2026 | 2A | Partido 73 | 2B | SoFi Stadium, Los Ángeles |  |
|                     |    |            |    | Árbitro(s): [[]]          |  |

| 29 de junio de 2026 | 1E | Partido 74 | 3A/B/C/D/F | Gillette Stadium, Boston |  |
|                     |    |            |            | Árbitro(s): [[]]         |  |

| 29 de junio de 2026 | 1F | Partido 75 | 2C | Estadio Monterrey, Monterrey |  |
|                     |    |            |    | Árbitro(s): [[]]             |  |

| 29 de junio de 2026 | 1C | Partido 76 | 2F | NRG Stadium, Houston |  |
|                     |    |            |    | Árbitro(s): [[]]     |  |

| 30 de junio de 2026 | 1I | Partido 77 | 3C/D/F/G/H | MetLife Stadium, Nueva York/Nueva Jersey |  |
|                     |    |            |            | Árbitro(s): [[]]                         |  |

| 30 de junio de 2026 | 2E | Partido 78 | 2I | AT&T Stadium, Dallas |  |
|                     |    |            |    | Árbitro(s): [[]]     |  |

| 30 de junio de 2026 | 1A | Partido 79 | 3C/E/F/H/I | Estadio Azteca, Ciudad de México |  |
|                     |    |            |            | Árbitro(s): [[]]                 |  |

| 1 de julio de 2026 | 1L | Partido 80 | 3E/H/I/J/K | Mercedes-Benz Stadium, Atlanta |  |
|                    |    |            |            | Árbitro(s): [[]]               |  |

| 1 de julio de 2026 | 1D | Partido 81 | 3B/E/F/I/J | Levi's Stadium, San Francisco |  |
|                    |    |            |            | Árbitro(s): [[]]              |  |

| 1 de julio de 2026 | 1G | Partido 82 | 3A/E/H/I/J | Lumen Field, Seattle |  |
|                    |    |            |            | Árbitro(s): [[]]     |  |

| 2 de julio de 2026 | 2K | Partido 83 | 2L | Estadio Nacional de Canadá, Toronto |  |
|                    |    |            |    | Árbitro(s): [[]]                    |  |

| 2 de julio de 2026 | 1H | Partido 84 | 2J | SoFi Stadium, Los Ángeles |  |
|                    |    |            |    | Árbitro(s): [[]]          |  |

| 2 de julio de 2026 | 1B | Partido 85 | 3E/F/G/I/J | Estadio BC Place, Vancouver |  |
|                    |    |            |            | Árbitro(s): [[]]            |  |

| 3 de julio de 2026 | 1J | Partido 86 | 2H | Hard Rock Stadium, Miami |  |
|                    |    |            |    | Árbitro(s): [[]]         |  |

| 3 de julio de 2026 | 1K | Partido 87 | 3D/E/I/J/L | Arrowhead Stadium, Kansas City |  |
|                    |    |            |            | Árbitro(s): [[]]               |  |

| 3 de julio de 2026 | 2D | Partido 88 | 2G | AT&T Stadium, Dallas |  |
|                    |    |            |    | Árbitro(s): [[]]     |  |

### Octavos de final
| 4 de julio de 2026 | Ganador Partido 74 | Partido 89 | Ganador Partido 77 | Lincoln Financial Field, Filadelfia |  |
|                    |                    |            |                    | Árbitro(s): [[]]                    |  |

| 4 de julio de 2026 | Ganador Partido 73 | Partido 90 | Ganador Partido 75 | Estadio NRG, Houston |  |
|                    |                    |            |                    | Árbitro(s): [[]]     |  |

| 5 de julio de 2026 | Ganador Partido 76 | Partido 91 | Ganador Partido 78 | MetLife Stadium, Nueva York/Nueva Jersey |  |
|                    |                    |            |                    | Árbitro(s): [[]]                         |  |

| 5 de julio de 2026 | Ganador Partido 79 | Partido 92 | Ganador Partido 80 | Estadio Azteca, Ciudad de México |  |
|                    |                    |            |                    | Árbitro(s): [[]]                 |  |

| 6 de julio de 2026 | Ganador Partido 83 | Partido 93 | Ganador Partido 84 | AT&T Stadium, Dallas |  |
|                    |                    |            |                    | Árbitro(s): [[]]     |  |

| 6 de julio de 2026 | Ganador Partido 81 | Partido 94 | Ganador Partido 82 | Lumen Field, Seattle |  |
|                    |                    |            |                    | Árbitro(s): [[]]     |  |

| 7 de julio de 2026 | Ganador Partido 86 | Partido 95 | Ganador Partido 88 | Mercedes-Benz Stadium, Atlanta |  |
|                    |                    |            |                    | Árbitro(s): [[]]               |  |

| 7 de julio de 2026 | Ganador Partido 85 | Partido 96 | Ganador Partido 87 | Estadio BC Place, Vancouver |  |
|                    |                    |            |                    | Árbitro(s): [[]]            |  |

### Cuartos de final
| 9 de julio de 2026 | Ganador Partido 89 | Partido 97 | Ganador Partido 90 | Gillette Stadium, Boston |  |
|                    |                    |            |                    | Árbitro(s): [[]]         |  |

| 10 de julio de 2026 | Ganador Partido 93 | Partido 98 | Ganador Partido 94 | SoFi Stadium, Los Ángeles |  |
|                     |                    |            |                    | Árbitro(s): [[]]          |  |

| 11 de julio de 2026 | Ganador Partido 91 | Partido 99 | Ganador Partido 92 | Hard Rock Stadium, Miami |  |
|                     |                    |            |                    | Árbitro(s): [[]]         |  |

| 11 de julio de 2026 | Ganador Partido 95 | Partido 100 | Ganador Partido 96 | Arrowhead Stadium, Kansas City |  |
|                     |                    |             |                    | Árbitro(s): [[]]               |  |

### Semifinales
| 14 de julio de 2026 | Ganador Partido 97 | Partido 101 | Ganador Partido 98 | AT&T Stadium, Dallas |                  |
| 18:00               |                    |             |                    | Árbitro(s): [[]]     | Árbitro(s): [[]] |

| 15 de julio de 2026 | Ganador Partido 99 | Partido 102 | Ganador Partido 100 | Mercedes-Benz Stadium, Atlanta |                  |
| 18:00               |                    |             |                     | Árbitro(s): [[]]               | Árbitro(s): [[]] |

### Tercer puesto
| 18 de julio de 2026 | Perdedor Partido 101 | Partido 103 | Perdedor Partido 102 | Hard Rock Stadium, Miami |                  |
| 18:00               |                      |             |                      | Árbitro(s): [[]]         | Árbitro(s): [[]] |

### Final
| 19 de julio de 2026 | Ganador Partido 101 | Partido 104 | Ganador Partido 102 | MetLife Stadium, Nueva York/Nueva Jersey |                  |
| 18:00               |                     |             |                     | Árbitro(s): [[]]                         | Árbitro(s): [[]] |

|                                |
| Bandera de ?                   |
| Campeón Por definir ?.º título |

## Críticas
Javier Tebas, presidente de la Liga Nacional de Fútbol Profesional de España, afirmó que el nuevo método empleado no es aceptable. Tebas dijo al diario Marca que «la industria del fútbol se mantiene gracias a los clubes y a las ligas, no gracias a la FIFA» y que «Infantino hace política porque, para ser elegido prometió más países en el Mundial, quiere cumplir las promesas electorales». Según la Asociación Europea de Clubes fue una decisión que se tomó por razones políticas, debido a que Infantino contentaría así a su electorado, más que por razones deportivas.

## Controversias

### Problemas climáticos
En enero de 2025, la Universidad de la Reina de Belfast advirtió sobre los posibles riesgos de calor en la mayoría de las ciudades anfitrionas e instó a la FIFA a programar el inicio de los partidos más tarde o en la noche, afirmando que la temperatura de globo y bulbo húmedo era más alta que la de Catar en invierno.

### Preocupaciones por la violencia con armas
En 2023 surgieron preocupaciones sobre la violencia con armas, en particular sobre los tiroteos masivos en Estados Unidos, ya que el país tiene una de las tasas más altas de balaceras debido al acceso más fácil a las armas de fuego y la variación en las leyes estatales con respecto al empleo de las mismas. Si bien ningún evento deportivo en Estados Unidos se ha visto empañado por un tiroteo (esto debido a las estrictas medidas de seguridad en los estadios), surgieron preocupaciones sobre el posible ataque a las zonas de fans por parte de grupos radicales debido al alto perfil y la naturaleza internacional del evento.

### Derechos laborales en México
En marzo de 2025, el Sindicato Internacional de Trabajadores de la Construcción y la Madera (ICM) acusó a la FIFA de bloquear una inspección laboral prevista en el Estadio Azteca de Ciudad de México, el cual se encuentra en obras de renovación para la competición. Según la ICM, la intervención de la FIFA impidió que los inspectores evaluaran las condiciones laborales en el lugar, lo que generó preocupación por posibles violaciones de los derechos laborales, similares a los presuntos casos ocurridos en la Copa Mundial de Fútbol de 2022.